# Eurokangas
Eurokangas är ett finländskt familjeföretag som har specialiserat sig på import och försäljning av tyg. Företaget grundades av Saimi Heinonen och Veikko Heinonen i Lahtis år 1945. Då hette företaget Torintaus. Från och med år 2014 har Euronkangas letts av Daniel Ward. Huvudkontoret och centrallagern ligger i Orimattila.
År 2020 var företagets omsättning cirka 35 miljoner euro. Samma år hade Eurokangas 371 anställda med 31 Eurokangas butiker och nätbutik.

## Historia
Eurokangas grundades av kommercerådet Kaija Wards föräldrar Saimi och Veikko Heinonen år 1945. På 1960-talet ändrades namnet till Sekunda Ja Pala Ky. Kaija Ward med sin make Carl-Johan Ward började arbeta i företaget på 1970-talet. Deras vision var att bygga en helt ny koncept för tygbutik. Urvalet utvidgades till europeiska kvalitetstyg och företagets namn ändrades till Superkangas. År 1991 grundade Kaija och Carl-Johan Ward ett eget företag som hette Eurokangas. Nästa år sammanlades föräldrarnas tygaffär till Kaija och Carl-Johan Wards nytt tygföretag.
Eurokangas belönades av organisationen Europe's 500 år 1997 och 2003 som företaget som hade växt snabbaste i Europa. År 1998 fick Eurokangas och Kaija Ward med maken Carl-Johan Ward riksomfattande företagarpriset i Finland.